# Grecia ai Giochi della XXXII Olimpiade
La Grecia ha partecipato ai Giochi della XXXII Olimpiade, che si sono svolti a Tokyo, Giappone, dal 23 luglio all'8 agosto 2021 (inizialmente previsti dal 24 luglio al 9 agosto 2020 ma posticipati per la pandemia di COVID-19) con ottanta atleti, quarantasei uomini e trentasette donne.
Si è trattata della ventinovesima partecipazione di questo paese ai Giochi estivi; insieme all'Australia, alla Francia, alla Gran Bretagna e alla Svizzera ha partecipato a tutte le edizioni dei Giochi.
La Grecia ha sfilato per prima alla Cerimonia d'Apertura.

## Medaglie

### Medaglie d'oro
| Medaglia | Nome                | Sport            | Evento                  |
| -------- | ------------------- | ---------------- | ----------------------- |
| Oro      | Stefanos Ntouskos   | Canottaggio      | Singolo maschile        |
| Oro      | Miltiadīs Tentoglou | Atletica leggera | Salto in lungo maschile |

### Medaglie d'argento
| Medaglia | Nome | Sport      | Evento          |
| -------- | --- | ---------- | --------------- |
| Argento  | Nazionale pallanuoto maschile: Stylianos Argyropoulos Georgios Dervisis Giannīs Fountoulīs Konstantinos Galanidis Konstantinos Genidounias Konstantinos Gkiouvetsis Marios Kapotsis Christodoulos Kolomvos Konstantinos Mourikis Alexandros Papanastasiou Dimitrios Skoumpakis Angelos Vlachopoulos Emmanouil Zerdevas | Pallanuoto | Torneo maschile |

### Medaglie di bronzo
| Medaglia | Nome                   | Sport      | Evento |
| -------- | ---------------------- | ---------- | ------ |
| Bronzo   | Eleutherios Petrounias | Ginnastica | Anelli |

## Delegazione
| Sport             | Uomini | Donne | Totale |
| ----------------- | ------ | ----- | ------ |
| Atletica leggera  | 8      | 12    | 20     |
| Canottaggio       | 1      | 3     | 4      |
| Ciclismo          | 3      | 0     | 0      |
| Ginnastica        | 1      | 0     | 1      |
| Judo              | 1      | 1     | 2      |
| Lotta             | 1      | 1     | 2      |
| Nuoto             | 10     | 2     | 12     |
| Nuoto artistico   | 0      | 8     | 8      |
| Pallanuoto        | 13     | 0     | 13     |
| Scherma           | 0      | 1     | 1      |
| Sollevamento pesi | 1      | 0     | 1      |
| Taekwondo         | 0      | 1     | 1      |
| Tennis            | 1      | 1     | 2      |
| Tennistavolo      | 1      | 0     | 1      |
| Tiro              | 1      | 1     | 2      |
| Tiro con l'arco   | 0      | 1     | 1      |
| Vela              | 4      | 4     | 8      |
| Totale            | 46     | 37    | 83     |

## Atletica leggera
| Q | Qualificato al turno successivo per la posizione in qualificazione                                                           |
| q | Qualificato per il turno successivo per ripescaggio o, negli eventi su campo, conquistando la misura minima per qualificarsi |

Maschile
Eventi su pista e strada
| Atleta                 | Evento             | Batteria  | Batteria  | Semifinale      | Semifinale      | Finale          | Finale          |
| Atleta                 | Evento             | Risultato | Posizione | Risultato       | Posizione       | Risultato       | Posizione       |
| ---------------------- | ------------------ | --------- | --------- | --------------- | --------------- | --------------- | --------------- |
| Konstadinos Douvalidis | 110 metri ostacoli | 13"63     | 27º       | Non qualificato | Non qualificato | Non qualificato | Non qualificato |
| Alexandros Papamichail | Marcia 50 km       | N.D.      | N.D.      | N.D.            | N.D.            | 4h12'49"        | 36º             |

Eventi su campo
| Atleta                 | Evento              | Qualifica | Qualifica | Finale          | Finale          |
| Atleta                 | Evento              | Misura    | Posizione | Misura          | Posizione       |
| ---------------------- | ------------------- | --------- | --------- | --------------- | --------------- |
| Miltiadīs Tentoglou    | Salto in lungo      | 8,22      | 2º Q      | 8,41            |                 |
| Dīmītrios Tsiamīs      | Salto triplo        | nm        | –         | Non qualificato | Non qualificato |
| Konstadínos Filippídis | Salto con l'asta    | 5,50      | 22º       | Non qualificato | Non qualificato |
| Emmanouīl Karalīs      | Salto con l'asta    | 5,75      | 8° q      | 5,80            | =4º             |
| Mihail Anastasakis     | Lancio del martello | 73.52     | 22º       | Non qualificato | Non qualificato |
| Hrístos Frantzeskákis  | Lancio del martello | 72,19     | 25º       | Non qualificato | Non qualificato |

Femminile
Eventi su pista e strada
| Atleta                       | Evento         | Batteria  | Batteria  | Semifinale      | Semifinale      | Finale          | Finale          |
| Atleta                       | Evento         | Risultato | Posizione | Risultato       | Posizione       | Risultato       | Posizione       |
| ---------------------------- | -------------- | --------- | --------- | --------------- | --------------- | --------------- | --------------- |
| Rafaéla Spanoudaki-Hatziriga | 100 m piani    | 11"45     | 35ª       | Non qualificata | Non qualificata | Non qualificata | Non qualificata |
| Rafaéla Spanoudaki-Hatziriga | 200 m piani    | 23"16     | 22ª Q     | 23.38           | 23ª             | Non qualificata | Non qualificata |
| Irini Vasiliou               | 400 m piani    | 53"16     | 35ª       | Non qualificata | Non qualificata | Non qualificata | Non qualificata |
| Elisavet Pesiridou           | 100 m ostacoli | nm        | –         | Non qualificata | Non qualificata | Non qualificata | Non qualificata |
| Antigónī Ntrismpiōtī         | Marcia 20 km   | N.D.      | N.D.      | N.D.            | N.D.            | 1h31'24"        | 8ª              |
| Kiriaki Filtisakou           | Marcia 20 km   | N.D.      | N.D.      | N.D.            | N.D.            | 1h36'51"        | 29ª             |
| Panayiota Tsinopoulou        | Marcia 20 km   | N.D.      | N.D.      | N.D.            | N.D.            | 1h47'19"        | 53ª             |

Eventi su campo
| Atleta                    | Evento              | Qualifica | Qualifica | Finale          | Finale          |
| Atleta                    | Evento              | Misura    | Posizione | Misura          | Posizione       |
| ------------------------- | ------------------- | --------- | --------- | --------------- | --------------- |
| Paraskeuī Papachristou    | Salto triplo        | 12,23     | 32ª       | Non qualificata | Non qualificata |
| Eleni-Klaoudia Polak      | Salto con l'asta    | 4,40      | 19ª       | Non qualificata | Non qualificata |
| Aikaterinī Stefanidī      | Salto con l'asta    | 4,55      | =8ª q     | 4.80 =          | 4ª              |
| Nikoléta Kiriakopoúlou    | Salto con l'asta    | 4,55      | =1ª q     | 4.55            | =8ª             |
| Chrysoula Anagnostopoulou | Lancio del disco    | 59,18     | 19ª       | Non qualificata | Non qualificata |
| Stamatia Scarvelis        | Lancio del martello | 69,01     | 18ª       | Non qualificata | Non qualificata |

## Canottaggio
Maschile
| Atleta            | Evento  | Batteria | Batteria  | Ripescaggio | Ripescaggio | Quarti  | Quarti    | Semifinale | Semifinale | Finale / Finale B | Finale / Finale B |
| Atleta            | Evento  | Tempo    | Posizione | Tempo       | Posizione   | Tempo   | Posizione | Tempo      | Posizione  | Tempo             | Posizione         |
| ----------------- | ------- | -------- | --------- | ----------- | ----------- | ------- | --------- | ---------- | ---------- | ----------------- | ----------------- |
| Stefanos Ntouskos | Singolo | 6'59"49  | 1º Q      | Bye         | Bye         | 7'12"77 | 2º Q      | 6'41"61    | 1º Q       | 6'40"45           |                   |

Femminile
| Atleta                           | Evento    | Batteria | Batteria  | Ripescaggio | Ripescaggio | Quarti  | Quarti    | Semifinale | Semifinale | Finale / Finale B | Finale / Finale B |
| Atleta                           | Evento    | Tempo    | Posizione | Tempo       | Posizione   | Tempo   | Posizione | Tempo      | Posizione  | Tempo             | Posizione         |
| -------------------------------- | --------- | -------- | --------- | ----------- | ----------- | ------- | --------- | ---------- | ---------- | ----------------- | ----------------- |
| Anneta Kyridou                   | Singolo   | 7'54"28  | 3ª Q      | Bye         | Bye         | 8'02"19 | 3ª Q      | 7'40"81    | 6ª qB      | 7'36"79           | 10ª               |
| Christina Bourmpou Maria Kyridou | Due senza | 7'33"94  | 5ª R      | 7'28"00     | 1ª Q        | N.D.    | N.D.      | 6'48"70    | 1ª Q       | 6'57"11           | 5ª                |

## Ciclismo

### Ciclismo su strada
| Atleta                 | Evento                  | Tempo    | Posizione |
| ---------------------- | ----------------------- | -------- | --------- |
| Polychronis Tzortzakis | Corsa in linea maschile | 6h16'53" | 63º       |

### Ciclismo su pista
Omnium
| Atleta             | Evento          | Scratch   | Scratch | Corsa a tempo | Corsa a tempo | Corsa a eliminazione | Corsa a eliminazione | Corsa a punti | Corsa a punti | Totale | Totale    |
| Atleta             | Evento          | Posizione | Punti   | Posizione     | Punti         | Posizione            | Punti                | Posizione     | Punti         | Punti  | Posizione |
| ------------------ | --------------- | --------- | ------- | ------------- | ------------- | -------------------- | -------------------- | ------------- | ------------- | ------ | --------- |
| Christos Volikakis | Omnium maschile | 17º       | 8       | 17º           | 8             | 14º                  | 14                   | DNF           | −20           | DNF    | DNF       |

### Mountain bike
| Atleta         | Evento                 | Tempo | Posizione |
| -------------- | ---------------------- | ----- | --------- |
| Periklis Ilias | Cross-country maschile | LAP   | 35º       |

## Ginnastica

### Ginnastica artistica
| Atleta                 | Evento | Qualificazione | Qualificazione | Qualificazione | Qualificazione | Qualificazione | Qualificazione | Qualificazione | Qualificazione | Finale   | Finale   | Finale   | Finale   | Finale   | Finale   | Finale | Finale |
| Atleta                 | Evento | Attrezzo       | Attrezzo       | Attrezzo       | Attrezzo       | Attrezzo       | Attrezzo       | Totale         | Pos.           | Attrezzo | Attrezzo | Attrezzo | Attrezzo | Attrezzo | Attrezzo | Totale | Pos.   |
| Atleta                 | Evento | CL             | C              | A              | V              | P              | S              | Totale         | Pos.           | CL       | C        | A        | V        | P        | S        | Totale | Pos.   |
| ---------------------- | ------ | -------------- | -------------- | -------------- | -------------- | -------------- | -------------- | -------------- | -------------- | -------- | -------- | -------- | -------- | -------- | -------- | ------ | ------ |
| Eleftherios Petrounias | Anelli | N.D.           | N.D.           | 15,333         | N.D.           | N.D.           | N.D.           | 15,333         | 1º Q           | N.D.     | N.D.     | 15,200   | N.D.     | N.D.     | N.D.     | 15,200 |        |

## Judo
| Atleta              | Evento          | Preliminari          | 16-esimi                  | Ottavi               | Quarti               | Semifinali           | Ripescaggio            | Finale               | Pos.            |
| Atleta              | Evento          | Avversario Punteggio | Avversario Punteggio      | Avversario Punteggio | Avversario Punteggio | Avversario Punteggio | Avversario Punteggio   | Avversario Punteggio | Pos.            |
| ------------------- | --------------- | -------------------- | ------------------------- | -------------------- | -------------------- | -------------------- | ---------------------- | -------------------- | --------------- |
| Alexios Ntanatsidis | 81 kg maschile  | Bye                  | Valois-Fortier P 00–10 GS | Non qualificato      | Non qualificato      | Non qualificato      | Non qualificato        | Non qualificato      | Non qualificato |
| Elisavet Teltsidou  | 70 kg femminile | N.D.                 | Sun Xq V 01–00            | Pinot V 10–00        | Taimazova P 00–01    | Non qualificata      | Scoccimarro P 00–10 GS | Non qualificata      | 7ª              |

## Lotta
Libera
| Atleta            | Evento          | Ottavi               | Quarti               | Semifinali           | Ripescaggio          | Finale / FB          | Pos. |
| Atleta            | Evento          | Avversario Risultato | Avversario Risultato | Avversario Risultato | Avversario Risultato | Avversario Risultato | Pos. |
| ----------------- | --------------- | -------------------- | -------------------- | -------------------- | -------------------- | -------------------- | ---- |
| Georgios Pilidis  | 65 kg maschile  | Gadzhiev P 0-4ST     | Non qualificato      | Non qualificato      | Non qualificato      | Non qualificato      | 15º  |
| Maria Prevolaraki | 53 kg femminile | Valverde P 1–3PP     | Non qualificata      | Non qualificata      | Non qualificata      | Non qualificata      | 11ª  |

## Nuoto
Uomini
| Atleta                                                                             | Evento               | Batterie | Batterie  | Semifinali      | Semifinali      | Finale          | Finale          |
| Atleta                                                                             | Evento               | Tempo    | Posizione | Tempo           | Posizione       | Tempo           | Posizione       |
| ---------------------------------------------------------------------------------- | -------------------- | -------- | --------- | --------------- | --------------- | --------------- | --------------- |
| Kristian Gkolomeev                                                                 | 50 m stile libero    | 21"66    | 3º Q      | 21"60           | =3º Q           | 21"72           | =5º             |
| Apostolos Christou                                                                 | 100 m stile libero   | 48"50    | 18º       | Non qualificato | Non qualificato | Non qualificato | Non qualificato |
| Dimitrios Markos                                                                   | 200 m stile libero   | 1'49"16  | 31º       | Non qualificato | Non qualificato | Non qualificato | Non qualificato |
| Konstantinos Englezakis                                                            | 800 m stile libero   | DNS      | DNS       | N.D.            | N.D.            | Non qualificato | Non qualificato |
| Dimitrios Markos                                                                   | 800 m stile libero   | 7'58"68  | 26º       | N.D.            | N.D.            | Non qualificato | Non qualificato |
| Apostolos Christou                                                                 | 100 m dorso          | 53"77    | =15º Q    | 53"41           | 11º             | Non qualificato | Non qualificato |
| Apostolos Papastamos                                                               | 200 m misti          | 2'00"38  | 35º       | Non qualificato | Non qualificato | Non qualificato | Non qualificato |
| Andreas Vazaios                                                                    | 200 m misti          | 1'58"84  | 24º       | Non qualificato | Non qualificato | Non qualificato | Non qualificato |
| Apostolos Papastamos                                                               | 400 m misti          | 4'12"50  | 14º       | N.D.            | N.D.            | Non qualificato | Non qualificato |
| Apostolos Christou Kristian Gkolomeev Odysseas Meladinis Andreas Vazaios           | 4×100 m stile libero | 3'15"29  | 15ª       | N.D.            | N.D.            | Non qualificati | Non qualificati |
| Apostolos Christou Evangelos Makrygiannis Konstantinos Meretsolias Andreas Vazaios | 4×100 m misti        | 3'36"28  | 14ª       | N.D.            | N.D.            | Non qualificati | Non qualificati |
| Athanasios Kynigakis                                                               | Maratona 10 km       | N.D.     | N.D.      | N.D.            | N.D.            | 1h49'29"2       | 5º              |

Donne
| Atleta            | Evento         | Batterie | Batterie  | Semifinali | Semifinali | Finale          | Finale          |
| Atleta            | Evento         | Tempo    | Posizione | Tempo      | Posizione  | Tempo           | Posizione       |
| ----------------- | -------------- | -------- | --------- | ---------- | ---------- | --------------- | --------------- |
| Anna Ntountounaki | 100 m farfalla | 57"75    | 13ª Q     | 57"25      | 9ª         | Non qualificata | Non qualificata |

Misto
| Atleta                                                                        | Evento        | Batterie | Batterie  | Finale          | Finale          |
| Atleta                                                                        | Evento        | Tempo    | Posizione | Tempo           | Posizione       |
| ----------------------------------------------------------------------------- | ------------- | -------- | --------- | --------------- | --------------- |
| Apostolos Christou Theodora Drakou Konstantinos Meretsolias Anna Ntountounaki | 4×100 m misti | 3'44"77  | 11ª       | Non qualificati | Non qualificati |

## Nuoto artistico
| Atleta | Evento  | Qualificazioni    | Qualificazioni   | Qualificazioni | Qualificazioni | Finale            | Finale           | Finale          | Finale          |
| Atleta | Evento  | Programma tecnico | Programma libero | Punti totali   | Posizione      | Programma tecnico | Programma libero | Punti totali    | Posizione       |
| --- | ------- | ----------------- | ---------------- | -------------- | -------------- | ----------------- | ---------------- | --------------- | --------------- |
| Evangelia Papazoglou Evangelia Platanioti | Duo     | DNS               | 88,1667          | DNS            | DNS            | Non qualificate   | Non qualificate  | Non qualificate | Non qualificate |
| Maria Alzigkouzi Kominea Eleni Fragkaki Krystalenia Gialama Pinelopi Karamesiou Andriana Misikevych Evangelia Papazoglou Evangelia Platanioti Georgia Vasilopoulou | Squadre | DNS               | DNS              | DNS            | DNS            | DNS               | DNS              | DNS             | DNS             |

## Pallanuoto
| Squadra            | Torneo   | Girone               | Girone               | Girone               | Girone               | Girone               | Girone | Quarti               | Semifinali           | Finale               | Pos. |
| Squadra            | Torneo   | Avversario Punteggio | Avversario Punteggio | Avversario Punteggio | Avversario Punteggio | Avversario Punteggio | Pos.   | Avversario Punteggio | Avversario Punteggio | Avversario Punteggio | Pos. |
| ------------------ | -------- | -------------------- | -------------------- | -------------------- | -------------------- | -------------------- | ------ | -------------------- | -------------------- | -------------------- | ---- |
| Nazionale maschile | Maschile | Ungheria V 10–9      | Italia Par 6–6       | Giappone V 10–9      | Sudafrica V 28–5     | Stati Uniti V 14–5   | 1ª Q   | Montenegro V 10–4    | Ungheria V 9–6       | Serbia P 10–13       |      |

## Scherma
| Atleta              | Evento                         | 32-esimi             | 16-esimi             | Ottavi               | Quarti               | Semifinali           | Finale / FB          | Pos.            |
| Atleta              | Evento                         | Avversario Punteggio | Avversario Punteggio | Avversario Punteggio | Avversario Punteggio | Avversario Punteggio | Avversario Punteggio | Pos.            |
| ------------------- | ------------------------------ | -------------------- | -------------------- | -------------------- | -------------------- | -------------------- | -------------------- | --------------- |
| Theodora Gkountoura | Sciabola individuale femminile | Bye                  | Emura P 8–15         | Non qualificata      | Non qualificata      | Non qualificata      | Non qualificata      | Non qualificata |

## Sollevamento pesi
| Atleta              | Evento         | Strappo   | Strappo    | Slancio   | Slancio    | Totale | Classifica |
| Atleta              | Evento         | Risultato | Classifica | Risultato | Classifica | Totale | Classifica |
| ------------------- | -------------- | --------- | ---------- | --------- | ---------- | ------ | ---------- |
| Theodoros Iakovidis | 96 kg maschile | 156       | =10º       | 182       | 11º        | 338    | 11º        |

## Taekwondo
| Atleta     | Evento          | Qualificazioni       | Ottavi               | Quarti               | Semifinali           | Ripescaggio          | Finale / FB          | Pos.            |
| Atleta     | Evento          | Avversario Punteggio | Avversario Punteggio | Avversario Punteggio | Avversario Punteggio | Avversario Punteggio | Avversario Punteggio | Pos.            |
| ---------- | --------------- | -------------------- | -------------------- | -------------------- | -------------------- | -------------------- | -------------------- | --------------- |
| Fani Tzeli | 57 kg femminile | Bye                  | Minina P 7-15        | Non qualificata      | Non qualificata      | Ben Yessouf P 0-2 GP | Non qualificata      | Non qualificata |

## Tennis
| Atleta                           | Evento              | 32-esimi                        | 16-esimi                | Ottavi                                   | Quarti                           | Semifinali           | Finale               | Pos.            |
| Atleta                           | Evento              | Avversario Punteggio            | Avversario Punteggio    | Avversario Punteggio                     | Avversario Punteggio             | Avversario Punteggio | Avversario Punteggio | Pos.            |
| -------------------------------- | ------------------- | ------------------------------- | ----------------------- | ---------------------------------------- | -------------------------------- | -------------------- | -------------------- | --------------- |
| Stefanos Tsitsipas               | Singolare maschile  | Kohlschreiber V (6–3, 3–6, 6–3) | Tiafoe V (6–3, 6–4)     | Humbert P (6–2, 6–7(4–7), 2–6)           | Non qualificato                  | Non qualificato      | Non qualificato      | Non qualificato |
| Maria Sakkari                    | Singolare femminile | Kontaveit V (7–5, 6–2)          | Stojanović V (6–1, 6–2) | Svitolina P (7–5, 3–6, 4–6)              | Non qualificata                  | Non qualificata      | Non qualificata      | Non qualificata |
| Maria Sakkari Stefanos Tsitsipas | Doppio misto        | N.D.                            | N.D.                    | Dabrowski / Auger-Aliassime V (6–3, 6–4) | Barty / Peers P (4–6, 6–4, 6–10) | Non qualificati      | Non qualificati      | Non qualificati |

## Tennistavolo
| Atleta            | Evento           | Preliminari          | Round 1              | Round 2              | Round 3              | Ottavi               | Quarti               | Semifinali           | Finale               | Pos.            |
| Atleta            | Evento           | Avversario Punteggio | Avversario Punteggio | Avversario Punteggio | Avversario Punteggio | Avversario Punteggio | Avversario Punteggio | Avversario Punteggio | Avversario Punteggio | Pos.            |
| ----------------- | ---------------- | -------------------- | -------------------- | -------------------- | -------------------- | -------------------- | -------------------- | -------------------- | -------------------- | --------------- |
| Panagiotis Gionis | Singolo maschile | Bye                  | Peto V 4-0           | Saleh V 4–1          | Jeoung Y-s P 3-4     | Non qualificato      | Non qualificato      | Non qualificato      | Non qualificato      | Non qualificato |

## Tiro a segno/volo
| Atleta               | Evento                      | Qualificazione | Qualificazione | Finale          | Finale          |
| Atleta               | Evento                      | Punteggio      | Classifica     | Punteggio       | Classifica      |
| -------------------- | --------------------------- | -------------- | -------------- | --------------- | --------------- |
| Nikolaos Mavrommatis | Skeet maschile              | 119            | 20º            | Non qualificato | Non qualificato |
| Anna Korakaki        | Pistola 10 m aria compressa | 585            | 2ª Q           | 157,4           | 6ª              |
| Anna Korakaki        | Pistola 25 m femminile      | 584            | 6ª Q           | 18              | 6ª              |

## Tiro con l'arco
| Atleta           | Evento                | Classificazione | Classificazione | 32-esimi             | 16-esimi             | Ottavi               | Quarti               | Semifinali           | Finale / FB          | Pos.            |
| Atleta           | Evento                | Punteggio       | Pos.            | Avversario Punteggio | Avversario Punteggio | Avversario Punteggio | Avversario Punteggio | Avversario Punteggio | Avversario Punteggio | Pos.            |
| ---------------- | --------------------- | --------------- | --------------- | -------------------- | -------------------- | -------------------- | -------------------- | -------------------- | -------------------- | --------------- |
| Evangelia Psarra | Individuale femminile | 630             | 44ª             | Lin C-e P 4-6        | Non qualificata      | Non qualificata      | Non qualificata      | Non qualificata      | Non qualificata      | Non qualificata |

## Vela
| Atleta                                   | Evento          | Regata | Regata | Regata | Regata | Regata | Regata | Regata | Regata | Regata | Regata | Regata | Regata | Regata | Punteggio Totale | Punteggio Netto | Classifica |
| Atleta                                   | Evento          | 1      | 2      | 3      | 4      | 5      | 6      | 7      | 8      | 9      | 10     | 11     | 12     | M      | Punteggio Totale | Punteggio Netto | Classifica |
| ---------------------------------------- | --------------- | ------ | ------ | ------ | ------ | ------ | ------ | ------ | ------ | ------ | ------ | ------ | ------ | ------ | ---------------- | --------------- | ---------- |
| Byron Kokkalanis                         | RS:X maschile   | 8      | 17     | 10     | 5      | DNF    | 8      | 18     | 19     | 6      | 7      | 8      | 4      | EL     | 136              | 110             | 11º        |
| Farrah Hall                              | RS:X femminile  | 19     | 19     | 19     | 20     | 20     | 23     | 15     | 18     | 13     | 19     | 19     | 23     | EL     | 227              | 204             | 19ª        |
| Vasileia Karachaliou                     | Laser femminile | 2      | 19     | 6      | 1      | 21     | 21     | 9      | 26     | 19     | 8      | N.D.   | N.D.   | 6      | 138              | 112             | 9ª         |
| Ioannis Mitakis                          | Finn maschile   | 4      | 13     | 13     | 6      | 11     | 10     | 11     | 8      | 16     | 18     | N.D.   | N.D.   | EL     | 110              | 92              | 12º        |
| Pavlos Kagialis Panagiotis Mantis        | 470 maschile    | 5      | 6      | 3      | DSQ    | 15     | 12     | 8      | 7      | 4      | 6      | N.D.   | N.D.   | 9      | 104              | 84              | 8ª         |
| Ariadne-Paraskevi Spanaki Emilia Tsoulfa | 470 femminile   | 14     | 8      | BFD    | 17     | 18     | 13     | 2      | 12     | UFD    | 9      | N.D.   | N.D.   | EL     | 136              | 114             | 15ª        |